# Olympische Winterspiele 2010/Teilnehmer (Senegal)
| Gelbes Symbol für Goldmedaillen mit stilisierten Olympischen Ringen | Graues Symbol für Silbermedaillen mit stilisierten Olympischen Ringen | Braundes Symbol für Bronzemedaillen mit stilisierten Olympischen Ringen |
| ------------------------------------------------------------------- | --------------------------------------------------------------------- | ----------------------------------------------------------------------- |
| —                                                                   | —                                                                     | —                                                                       |

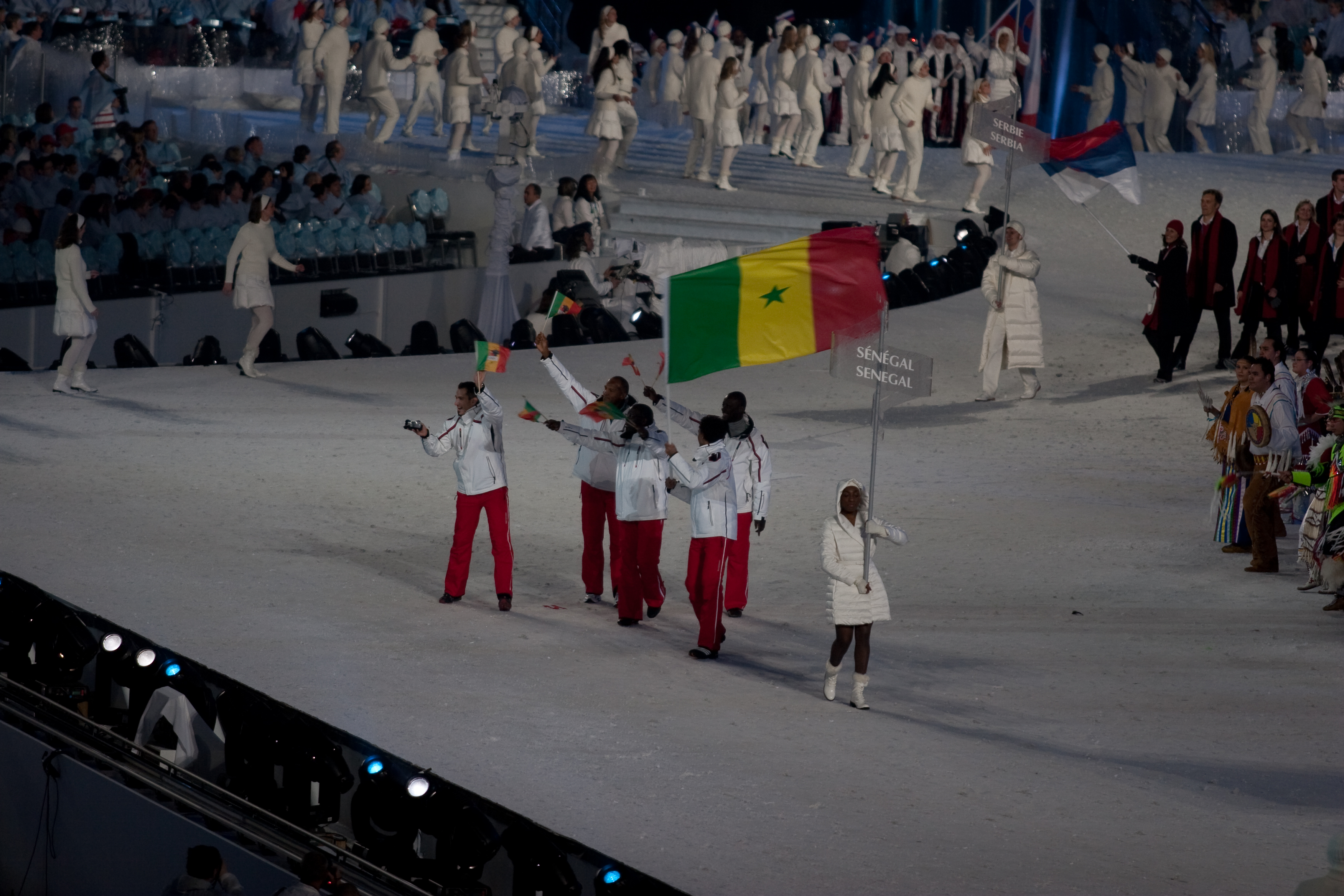
Einmarsch der senegalesischen Delegation

Senegal nahm an den Olympischen Winterspielen 2010 im kanadischen Vancouver mit einem Sportler im Ski Alpin teil.

## Ski Alpin
| Athleten   | Wettbewerbe  | 1. Lauf     | 2. Lauf       | Gesamt        | Gesamt        |
| Athleten   | Wettbewerbe  | Zeit        | Zeit          | Zeit          | Rang          |
| ---------- | ------------ | ----------- | ------------- | ------------- | ------------- |
| Männer     |              |             |               |               |               |
| Leyti Seck | Riesenslalom | 1:32,32 min | 1:33,82 min   | 3:06,14 min   | 73            |
| Leyti Seck | Slalom       | DNF         | ausgeschieden | ausgeschieden | ausgeschieden |